# Bugie, baci, bambole & bastardi
Bugie, baci, bambole & bastardi (Hurlyburly) è un film del 1998 di Anthony Drazan, con Sean Penn, Kevin Spacey e Chazz Palminteri. È la storia di tre amici, con i loro vizi e contraddizioni sullo sfondo del mondo dello spettacolo di Los Angeles.

## Trama
Sullo sfondo della Los Angeles di fine millennio, si muovono Eddie, Mickey e Phil. Sono amici e lavorano nell'industria dello spettacolo. Eddie fa il direttore di cast, nel cinema ma anche nella televisione; Mickey, insieme a lui, tiene i rapporti con i produttori; Phil, un attore, attualmente senza lavoro, è disperato, e cerca di diventare una persona brava e seria, vorrebbe avere un figlio insieme alla moglie Susy che lui trascura troppo. Una sera a casa di Eddie viene invitata Bonnie, una prostituta che poi va via con Phil. Ma lungo la strada Phil apre lo sportello della macchina e la butta fuori. Phil fa sapere che Susy lo vuole cacciare di casa. Eddie riprende ad uscire con Darlene, con la quale litiga in continuazione. Poi arriva la notizia che Phil si è suicidato con la macchina. Il giorno del funerale, Eddie riceve a casa una lettera di Phil, che spiega i motivi del suicidio. Eddie vuole decifrarla meglio e litiga con Mickey che lo lascia. Rimasto solo, Eddie si tuffa in piscina. Poi torna Donna, una ragazza senza dimora che lui aveva ospitato. Eddie si sfoga con lei e racconta il funerale di Phil. Poi Donna si addormenta.

## Accoglienza
Aperto in 16 sale, il film incassò inizialmente circa oltre 164.000 dollari e mezzo nel suo weekend di apertura. L'uscita più grande del film fu su di un massimo di 84 teatri. Il film ha avuto un grande successo nella versione limitata.
La pellicola ottenne anche una buona accoglienza da parte della critica, che ha in particolare elogiato la grande interpretazione di Sean Penn.
Il film ha un rating del 60% su Rotten Tomatoes.

## Riconoscimenti
- 1998 - 55ª Mostra internazionale d'arte cinematografica di Venezia 
  - Coppa Volpi per la migliore interpretazione maschile a Sean Penn
  - Nomination Leone d'oro al miglior film ad Anthony Drazan
- 1999 - Independent Spirit Awards 
  - Nomination Miglior attore protagonista a Sean Penn